# Distributed computing
Distributed computing, eller distribuerade beräkningar är ett datornätverk (grid på engelska) av (oftast) hemdatorer, sammansluten genom internet.
Dessa kan bygga distribuerade system, vilket är delsystem som parallellt arbetar med en gemensam uppgift.
Grunden till nätverket ligger i ett stort beräkningsproblem som går att bryta ner i mindre delar, lagom för vanliga datorer att utföra inom en inte alltför lång tid. Internet används alltså lämpligtvis till att distribuera ut delproblemen från de centrala servrarna till respektive dator (klient).
För att det ska gå att använda klienterna till annat, utförs beräkningarna i bakgrunden med mycket låg prioritet. Man utnyttjar alltså beräkningskapacitet när datorerna inte används till något annat. I en vanlig PC används normalt bara några få procent av beräkningskapaciteten.
När beräkningarna är slutförda skickas resultatet tillbaka och man får en ny samling problem att lösa.
Via projektets hemsida kan respektive datoranvändare se statistik över hur långt projektet har kommit och hur mycket man själv har bidragit.
Projekten presenteras oftast som problem av en klar välgörenhets- eller populärvetenskaplig art, för att få gemene man att upplåta sin dator och sin internetanslutning till projekten.

## Några tillämpningar
- World Community Grid
- SETI@Home
- Folding@Home
- distributed.net